# Радянское (Бурынский район)
Радянское (укр. Радянське) — посёлок,
Слободский сельский совет,
Бурынский район,
Сумская область,
Украина.
Население по данным 1983 года составляло 80 человек.
Посёлок ликвидирован в 1988 году .

## Географическое положение
Посёлок Радянское находится в 1,5 км от села Слобода.

## История
- 1988 — посёлок ликвидирован [1].